# Парламентские выборы в Южной Корее (1950)
Парламентские выборы были проведены в Южной Корее 30 мая 1950 года. Явка избирателей составила 91,9 %. Большинство мест получили независимые кандидаты. По итогам голосования среди партий наибольшее число голосов получили Демократическая националистическая партия и Корейская националистическая партия, которые завоевали по 24 места в парламенте.

## Результаты выборов
| Партия                                    | Число поданных голосов | %    | Число мест в парламенте |
| ----------------------------------------- | ---------------------- | ---- | ----------------------- |
| Демократическая националистическая партия | 683 910                | 9,8  | 24                      |
| Корейская националистическая партия       | 677 173                | 9,7  | 24                      |
| Национальная ассоциация                   | 473 153                | 6,8  | 14                      |
| Корейская молодёжная партия               | 227 539                | 3,3  | 10                      |
| Корейская федерация тред-юнионов          | 117 939                | 1,7  | 3                       |
| Социалистическая партия                   | 89 413                 | 1,3  | 2                       |
| Клуб Йимин                                | 71 239                 | 1,0  | 3                       |
| Корейская независимая рабочая партия      | 45 813                 | 0,7  | 0                       |
| Национальная федерация независимости      | 33 464                 | 0,5  | 1                       |
| Корейская партия независимости            | 17 745                 | 0,3  | 0                       |
| Другие партии                             | 152 365                | 2,2  | 3                       |
| Независимые                               | 4 397 287              | 62,9 | 126                     |
| Недействительные бюллетени                | 765 036                | -    | -                       |
| Всего                                     | 7 752 076              | 100  | 210                     |
| Источник: Nohlen et al.                   |                        |      |                         |